# Comolia ayangannae
Comolia ayangannae är en tvåhjärtbladig växtart som beskrevs av John Julius Wurdack. Comolia ayangannae ingår i släktet Comolia och familjen Melastomataceae. Inga underarter finns listade i Catalogue of Life.